# Абрамов Федір Федорович
Фе́дор Фе́дорович Абра́мов (23 грудня [4 січня] 1871, станиця Митякинська, Область Війська Донського — 10 березня 1963, Фривуд, Нью-Джерсі) — російський воєначальник, генерал-майор Російської імператорської армії, генерал-лейтенант Білої армії й Російської Визвольної армії, учасник Російсько-японської, Першої світової, Громадянської та Другої світової війн. Батько радянського розвідника Миколи Федоровича Абрамова.

## Біографія
З дворян Області Війська Донського станиці Митякинської. Син генерал-майора, при відставці здобувшого звання генерал-лейтенанта, Федора Федоровича Абрамова.
Закінчив Петровський Полтавський кадетський корпус (1888) і 3-те військове Олександрівське училище (1890), звідки перейшов до Миколаївського інженерного училища. Після закінчення останнього в 1891 році випущений був хорунжим до 1-ї Донської кінно-артилерійської батареї. Пізніше переведений у лейбгвардії Кінно-артилерійську бригаду (6-ту Лейбгвардію Донську козацьку батарею) з тим же званням і старшинством. 1898 року закінчив Миколаївську академію Генерального штабу за 1-м розрядом. Переведений до Генерального штабу з перейменуванням на капітана (1898). Закінчив дворічний курс офіцерського відділу Кавалерійської школи (1901). Призначено і.д. штаб-офіцера для доручень при штабі 6-го армійського корпусу (1902). Призначений підполковником (1902). Старший ад'ютант штабу Варшавського військового округу (1903). Штаб-офіцер для доручень при польовому Донському відділенні штабу Маньчжурської армії (1904).
17 вересня 1905 року призначений начальником штабу 4-ї Донської козацької дивізії, а 14 травня 1907 року переведений на ту саму посаду до 13-ї кавалерійської дивізії. 15 червня 1912 року призначений командиром 1-го уланського Санкт-Петербурзького полку. 10 січня 1914 року за відзнаку по службі був піднятий за званням до генерал-майора із призначенням начальником Тверського кавалерійського училища.
Учасник Першої світової війни. З 22 січня 1915 р. — генерал-квартирмейстер штабу 12-ї армії (командувач армією — генерал Павло Адамович Плеве, начальник штабу армії — генерал Євген Карлович Міллер). З вересня 1915 року — командувач 15-ї кавалерійської дивізії, з квітня 1917 року — 2-ї Туркестанської козацької дивізії, потім призначений командиром 1-го Донського корпусу.
З січня 1918 року — у розпорядженні отамана Війська Донського Олексія Максимовича Каледіна. З квітня 1918 р. воював у повстанських загонах на Дону. З травня до червня командував Отаманським полком Отамана Петра Миколайовича Краснова у Новочеркаську, з липня 1918 р. — начальник 1-ї Донської кінної дивізії Постійної (Молодої) армії Всевеликого Війська Донського, в серпні 1918 року призначений генерал-лейтенантом.
У лютому 1919 року, командуючи групою військ, у найскладніших умовах відбив наступ Червоної армії на Новочеркаськ. З листопада 1919 року — інспектор кавалерії Донської армії. У квітні 1920 року сформував з евакуйованих до Криму донських частин Донський корпус, командував ним на всіх боях у Таврії влітку — восени 1920 року, особливо відзначившись при розгромі кінного корпусу Дмитра Петровича Жлоби. Нагороджений орденом Святого Миколая Чудотворця
|  | За відмінне управління корпусом у боях Північної Таврії в 1920 році, коли Донський корпус, бувши наданим лише власним силам на ділянці від Азовського моря до Великого Токмака із завданням прикриття Мелітопольського спрямування з північного сходу, приділяючи частину сил на допомогу сусідньому корпусу, активністю дій і винятковою рухливістю незмінно бив утричі сильнішого супротивника, який прагнув здобути Мелітополь, і в боях 9 червня під Салтичією, 13 червня у Єлисеївці, 16 червня у Гнаденфельді та 17 червня під Бельманкою з частинами свого корпусу здобув перемогу над 40-ю та 42-ю піхотними дивізіями, 4-ю та 5-ю кавалерійськими бригадами та головною дивізією кінного корпусу Жлоби червоних, захопивши у боях понад 3.000 полонених, 60 кулеметів, 11 гармат і 2 найкращі бронепоїзди червоних "Троцький" і "Більшовик". Завдавши у боях 14 червня у Черніговці та 17 червня у Гнаденфельді жорстоких втрат головним дивізіям кінноти Жлоби генерал-лейтенант Абрамов сприяв цим значною мірою розгрому Жлоби у бою 20 червня 1920 року. |

При евакуації привів корпус до Чаталджі, 1921 року на острові Лемнос, потім до Болгарії. Висланий болгарською владою до Югославії, призначений за сумісництвом помічником Головнокомандувача Російської армії. 1924 року повернувся до Болгарії як начальник всіх частин і управлінь Російської армії країни. При створенні Російського загальновійськового союзу призначений головою 3-го відділу у Болгарії.
Після викрадення генерала Олександра Павловича Кутепова (1930) призначений заступником голови РЗВС. Після викрадення голови РЗВС генерала Євгена Карловича Міллера (1937) був на посаді голови організації до березня 1938 року, коли був змушений залишити посаду після викриття його сина Миколи як агента більшовиків.
Під час Другої світової війни брав участь у формуванні козацьких частин, у діяльності організованого нацистами та власівцями «Комітету визволення народів Росії», підписав Празький маніфест (1944).

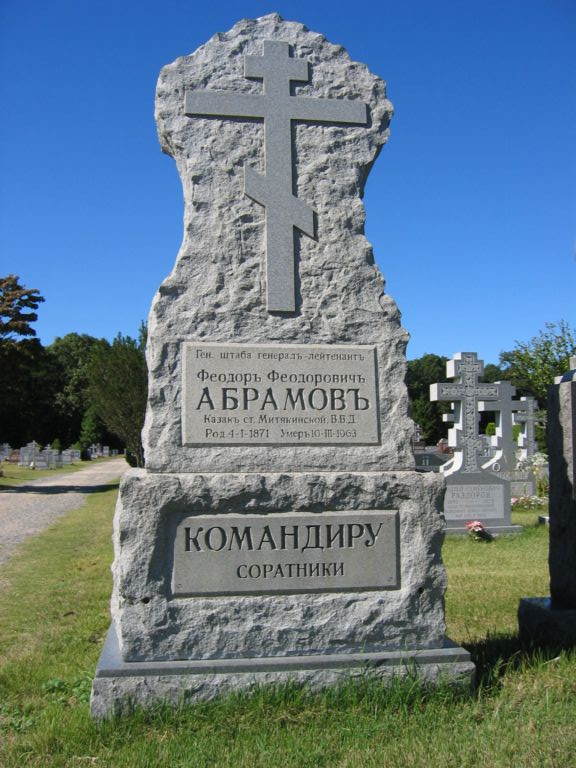
Могила генерала Абрамова на Свято-Володимирському цвинтарі. Кесвілл, Джексон, Нью-Джерсі, США

## Життя після Другої світової війни та загибель
Після завершення Другої світової війни, побоюючись за власне життя у зв'язку з діяльністю агентів радянських спецслужб, що наповнили Францію, генерал Абрамов поїхав до США. В останні роки жив у Будинку пенсіонерів у містечку Лейквуд у штаті Нью-Джерсі. Увечері 8 березня 1963 року 92-річний Абрамов потрапив під автомобіль, яким керував водій-лихач, що грубо порушував ПДР, і від наслідків отриманих від зіткнення з машиною травм помер 10 березня 1963 року в місцевому шпиталі.
Похований на Свято-Володимирському православному цвинтарі у місті Кесвілл, штат Нью-Джерсі, США.

## Характеристика особистості
Сучасник, військовий прокурор Калінін Іван Михайлович писав: "Він був просто солдатом і, як такий, знав лише одну політику — беззаперечна покора своєму керівництву. Я працював пліч-о-пліч з ним понад рік і не лише не міг визначити його політичної фізіономії, але навіть дізнатися, чи є в нього взагалі якісь політичні погляди. Це була безсловесна машина, заведена у певному напрямку. Тактовний, бездоганно чесний і якби не черствість, то приклад рішуче всіх міщанських чеснот, він через особливості свого характеру не міг бути зразковим командиром навіть з погляду колишнього часу. Формаліст і нелюдимий, він не мав зі своїми підлеглими жодного зв'язку, крім офіційних розмов. Тому життя свого корпусу знав лише на паперах і зі слів доповідачів і часто не бачив того найбільшого неподобства, яке відбувалося в нього під носом. Постійно замкнутий у собі, він рідко висловлював свою думку, «до добра і зла прислухаючись з байдужістю».

## Нагороди
- Орден Святого Станіслава 2 ступеня (1903);
- Орден Святої Анни 2 ступеня з мечами (1905);
- Орден Святого Володимира 4 ступеня з мечами та бантом (1906);
- Золота зброя «За хоробрість» (ВП 25.10.1906);
- Орден Святого Володимира 3 ступеня (1910; 18.03.1911);
- Орден Святого Станіслава 1 ступеня (ВП 22.03.1915);
- Орден Святої Анни 1 ступеня (ВП 12.07.1915);
- мечі до ордена Св. Анни 1 ступеня (ВП 18.01.1916);
- мечі до ордена Св. Станіслава 1 ступеня (ВП 30.01.1917).
- Орден Святителя Миколая Чудотворця (Наказ Головнокомандувача № 93, 14 березня 1921)